# Chrysocraspeda regalis
Chrysocraspeda regalis là một loài bướm đêm trong họ Geometridae.